# Mycomicrothelia thelena
Mycomicrothelia thelena är en lavart som först beskrevs av Erik Acharius, och fick sitt nu gällande namn av David Leslie Hawksworth. Mycomicrothelia thelena ingår i släktet Mycomicrothelia och familjen Trypetheliaceae.   Inga underarter finns listade i Catalogue of Life.